# Africville
 (janvier 2020).
Si vous disposez d'ouvrages ou d'articles de référence ou si vous connaissez des sites web de qualité traitant du thème abordé ici, merci de compléter l'article en donnant les références utiles à sa vérifiabilité et en les liant à la section « Notes et références ».
Africville était une petite communauté urbaine canadienne située sur la côte méridionale du bassin de Bedford, à proximité de Halifax, Nouvelle-Écosse.

## Histoire et développement
Pendant le 19e siècle, la ville de Halifax commença à s'étendre sur la côte méridionale de Bedford basin, et la communauté fut finalement incluse comme une partie de la ville à travers un amalgame de municipalités. Africville était peuplée entièrement par des familles noires d'une grande variété d'origines. La communauté et ses installations furent détruites pendant les années 1960 et les habitants ont été replacés dans des logements publics dans le centre-ville ou dans les banlieues. L'essentiel de l'ancien site d'Africville est maintenant occupé par les autoroutes qui servent le pont MacKay, dont la construction pendant les années 1960 a fourni une des motivations pour la démolition d'Africville.
Établie après la guerre de 1812, la communauté d'Africville a été officiellement fondée dans les années 1840. La ville, qui a compté environ 400 personnes, n'a ni changé en taille, ni en caractère de manière significative ; du début à la fin, elle est restée un ensemble de maisons délabrées. La municipalité de Halifax n'y a même pas établi de services de base comme l'éclairage et l'eau. Pendant que la population de la ville de Halifax augmentait, Africville est devenu un emplacement de prédilection pour tous types d'industries indésirables -- prisons, abattoirs, et même un dépôt pour les matières fécales. Bien qu'Africville ait été une communauté extrêmement pauvre, la cohésion sociale de ses habitants était forte. Ils ont combattu et ont gagné le droit dans les années 1950 à recevoir des services municipaux, mais l'accord de principe du conseil municipal n'a jamais été traduit en action concrète.
Dans les années 1960 la ville voulait construire un deuxième pont de Dartmouth à Halifax, et le site d'Africville était idéal pour sa construction. En outre, beaucoup d'habitants d'Africville étaient techniquement des squatters sans titre juridique de propriété pour leurs maisons ou leur terre, ce qui les rendait particulièrement vulnérables à la pression extérieure. Bien que ses habitants se soient amèrement battus, Africville a été détruite entre 1964 et 1967 et ses habitants ont été déplacés dans des logements publics mal construits dans le centre-ville. Le programme de relocalisation a été critiqué pour sa faible planification car il n'a pas tenu compte de la manière dont la population vivait à Africville. La plupart des habitants ont simplement été relocalisés dans une ville qu'ils ne connaissaient pas, dans des appartements impersonnels. Les réseaux sociaux ont été perturbés, causant une dépression et beaucoup de détresse sociale. À ce jour les zones de reclassement ont une réputation de pauvreté, de quartiers où règne la criminalité, et d'être la scène d'autres problèmes sociaux connexes.
Pour une part importante de la population de la Nouvelle-Écosse, Africville reste un symbole de discrimination raciale. Les habitants déplacés sont presque tous restés pauvres, et peu d'entre eux ont pu tirer un avantage économique de la destruction de leurs maisons.

## Hommages et héritages
Dans les années 1980, l’Africville Genealogy Society a été créée afin d'exiger la réparation de tous les préjudices subis par les habitants expulsés. 
Maureen Macdonald, députée du Nouveau Parti démocratique de la Nouvelle-Écosse, présente la  Loi Africville  un projet de loi visant la création d'un fonds de développements pour la préservation des terres et les excuses officielles du gouvernement canadien. 

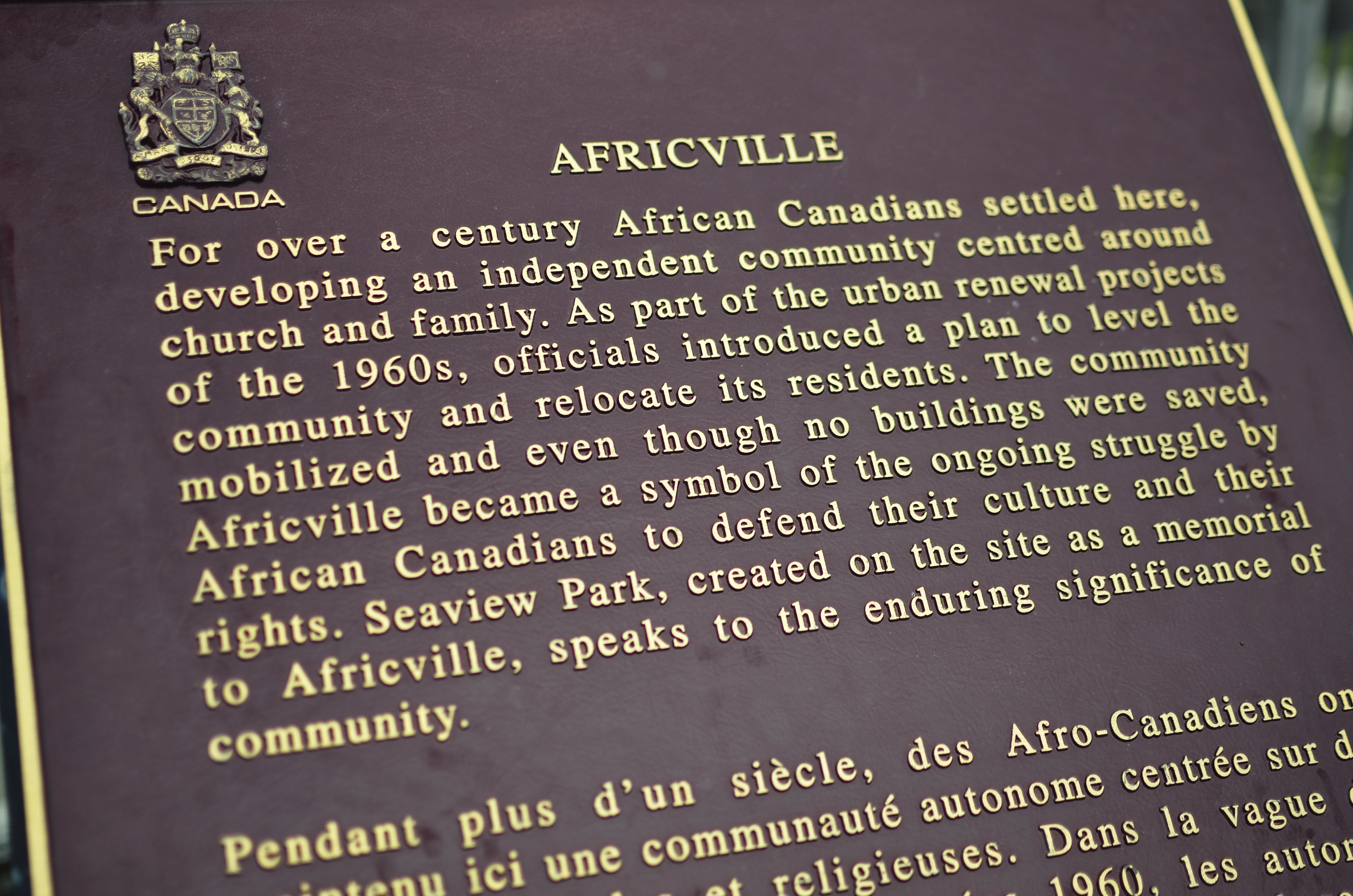
Plaque de commémoration, Africville.

En 2002, le site Africville est désigné lieu historique national.  En 2004, les Nations-Unies soutiennent les revendications de compensation pour la destruction d’Africville.  En 2010, des excuses officielles sont présentés par le maire d'Halifax.  Néanmoins, la reconstruction de l’église Seaview, qui abrite l’Africville Museum, n'a pas suffi à apaiser les tensions et les luttes pour l'indemnisation.
En janvier 2014, une émission de timbres rendant hommage aux communautés d'hier, est organisée. Postes Canada émet deux timbres, dont l'un se réfère à Africville, en tant que symbole de progrès et de lutte contre le racisme.

## Personnalités nées à Africville
- George Dixon (1870-1908), boxeur, 1er champion du monde poids coqs, entre autres.